# Rolf Ziegler (Leichtathlet)

Rolf Ziegler (Mitte; Startnummer 499) bei den Europameisterschaften 1974 in Rom

Rolf Ziegler (* 17. Januar 1951 in Stuttgart) ist ein ehemaliger deutscher Leichtathlet und Olympiateilnehmer, der bei den Europameisterschaften 1974 die Silbermedaille mit der 4-mal-400-Meter-Staffel der Bundesrepublik gewann (3:03,5 min: Rolf Ziegler, Hermann Köhler, Horst-Rüdiger Schlöske, Karl Honz). Im 400-Meter-Hürdenlauf dieser Europameisterschaften belegte er Platz acht (50,49 s).
Er war Studentenweltmeister 1975 über 400 Meter Hürden und Deutscher Doppelmeister 1976 über 110 Meter Hürden und 400 Meter Hürden.
Er startete auch bei den Olympischen Spielen 1972 in München im 400-Meter-Hürdenlauf und schied dort im Zwischenlauf aus.
Bestzeit über 400 Meter Hürden: 49,55 s (1972), was weiterhin noch baden-württembergischer Rekord ist.
Rolf Ziegler gehörte dem Sportverein SKV Eglosheim an. Zusammen mit Heiner Beck, Wolfgang Scheuber und Günter Meinhardt hält er bis heute den Vereinsrekord des SKV Ludwigsburg über die 4-mal-100-Meter-Staffel, welcher bei 40,88 s liegt und 1971 bei den Deutschen Meisterschaften in Stuttgart aufgestellt wurde.
In seiner aktiven Zeit war er 1,88 m groß und wog 79 kg.